# Список керівників держав 523 року
Список керівників держав 523 року — це перелік правителів країн світу 523 року.
Список керівників держав 522 року — 523 рік — Список керівників держав 524 року — Список керівників держав за роками

## Європа
- Айлех — Муйрхертах мак Ерке (489—534/536)
- Айргіалла — Деймін Дейм Аргат (? 514—565)
- Арморика — ? Будік II
- Боспорська держава — Грод (520—528)
- Брихейніог — Рігенеу ап Райн (510—540)
- Брінейх — Кінгар (510-540-ті)
- Королівство бургундів — Сигізмунд (516—524)
- плем'я вандалів — король Тразамунд (496—523); Гільдерік (523—530)
- король вестготів — Амаларіх (511—531)
- Вессекс — Вессекс (519—534)
- Візантійська імперія — Юстин I (518—527)
- Королівство Гвент — Теудріг Святий (490—540)
- Королівство Гвінед — Кадваллон ап Ейніон (500—534)
- Гепіди — Елемунд (505? — 548)
- Дал Ріада — Комгалл мак Домангарт (507—538)
- Дівед — Гуртевір (495—540)
- Думнонія — Кадор ап Герайнт (514—530)
- Ебраук — Еліффер Творець Великого війська (500—560)
- Елмет — Лленног ап Масгвід (496—540)
- Ірландія — верховний король Муйрхертах мак Ерке (503/524-526)
- Король Італії — Теодоріх Великий (494—526)
- Кайр-Гвендолеу — Кейдіо ап Ейніон (505—550)
- Лазика — Цате I (521—540)
- Морганнуг — Гвінліу Бородатий (480—523); Кадок Мудрий (523—580)
- Мунстер — Еохайд мак Енгуса (492—525)
- Королівство Пенніни — Пабо Опора Бритів (500—525)
- Король піктів — Галан I (510/514—518/526)
- Королівство Повіс — Пасген ап Кінген (500—530)
- Регед — Мейрхіон Гул (490—535)
- Королівство Сассекс — Кісса I (514—541)
- Королівство свевів до 550 захоплено вестготами
- Стратклайд — Клінох ап Дінвал (508—540)
- король тюрингів Герменефред (507—534)
- Улад — Кайрелл мак Муйредайг Муйндерг (509—532)
- Уснех — Ардгал мак Конайлл (не раніше 516—520/523); Мане мак Кербайлл (520/523—538)
- Франкське королівство:
  - Австразія — Теодоріх I (511—533)
  - Суассонське королівство — Хлотар I (511—561)
  - Паризьке королівство — Хільдеберт I (511—558)
  - Орлеанське королівство — Хлодомир (511—524)
- Швеція — Адільс (520—550)
- Святий Престол — папа римський — Гормізд (514—523); Іван I (523—526)
- Візантійський єпископ — Епіфаній (520—535)

## Азія
- Близький Схід:
  - Гассаніди — Джабала IV ібн аль-Харіт (512—529)
  - Кінда — Аль-Харіт Талабан ібн Амр (489—528)
  - Лахміди — Аль-Мундір III ібн аль-Нуман (505/506 — 554)
- Іберійське царство — цар Дачі (502—534)
- Кавказька Албанія — марзпанство Персії (до 636)
- Індія:
  - Династія Вішнукундіна — Вікрамендра Варма I (502—527)
  - Західні Ганги — Дурвініта (495—535)
  - Імперія Гуптів — Нарасімагупта (515—530)
  - правитель ефталітів Міхіракула (502—520/530)
  - Держава Кадамба — Харіварман (519—530)
  - Династія Майтрака — Друвасена I (520—550)
  - Раджарата — раджа Кумара Датусена (515—524)
- Індонезія:
  - Тарума — Кандраварман (515—535)
- Китай:
  - Туюхун (Тогон) — Муюн Фулянчоу (490—540)
  - Династія Північна Вей — Сяо-мін-ді (515—528)
  - Жужанський каганат — Юйцзюлюй Анагуй (520—552 — з перервою)
- Корея:
  - Кая (племінний союз) — ван Кухйон (521—532)
  - Когурьо — тхеван (король) Анжан (519—531)
  - Пекче — король Мурьон (501—523); Сон (523—554)
  - Сілла — ісагим (король) Попхин Великий (514—540)
- Паган — король Таік Тенг (516—523); Тінлі К'яунг II (523—532)
- Персія:
  - Держава Сасанідів — шахіншах Кавад I (498—531)
- Середня Азія:
  - Гаоцзюй — Іфу (516—534)
- Фунанське королівство — Рудраварман I (514—550)
- Хим'яр — Юсуф Асар Ятар (517—525)
- Японія — Імператор Кейтай (507—531)

## Африка
- Королівство вандалів і аланів — Тразамунд (496—523); Гільдерік (523—530)
- Мавро-римське царство — Масуна (508—535)

## Північна Америка
- Мутульське царство — Іш-Йок'ін (508/511-534)
- Баакульське царство — Акуль-Мо'-Наб I (501—524)
- Шукуупське царство — Б'алам-Не'н (504—532)